# Scottish Third Division 2005/06
Die Scottish Football League Third Division wurde 2005/06 zum insgesamt zwölften Mal unter diesem Namen ausgetragen. Es war zudem die zwölfte Austragung der Third Division als nur noch vierthöchste schottische Liga. In der vierthöchsten Fußball-Spielklasse der Herren in Schottland traten in der Saison 2005/06 10 Vereine in insgesamt 36 Spieltagen gegeneinander an. Jedes Team spielte jeweils viermal gegen jedes andere. Bei Punktgleichheit zählte die Tordifferenz, vor dem direkten Vergleich.
Die Meisterschaft gewann der FC Cowdenbeath, der sich damit den Aufstieg und die Teilnahme an der Second Division-Saison 2006/07 sicherte. An den Aufstieg-Play-offs nahmen die Berwick Rangers, der FC Stenhousemuir und FC Arbroath teil. Keine von diesen Mannschaften konnte sich in der Relegation durchsetzen, womit diese in der Third Division verblieben. Torschützenkönig mit 20 Treffern wurde Martin Johnston von Elgin City.

## Statistiken

### Abschlusstabelle
| Pl. | Verein                | Sp. | S  | U  | N  | Tore    | Diff. | Punkte |
| --- | --------------------- | --- | -- | -- | -- | ------- | ----- | ------ |
| 1.  | FC Cowdenbeath        | 36  | 24 | 4  | 8  | 081:340 | +47   | 76     |
| 2.  | Berwick Rangers (A)   | 36  | 23 | 7  | 6  | 054:270 | +27   | 76     |
| 3.  | FC Stenhousemuir      | 36  | 23 | 4  | 9  | 078:380 | +40   | 73     |
| 4.  | FC Arbroath (A)       | 36  | 16 | 7  | 13 | 057:470 | +10   | 55     |
| 5.  | Elgin City            | 36  | 15 | 7  | 14 | 055:580 | −3    | 52     |
| 6.  | FC Queen’s Park       | 36  | 13 | 12 | 11 | 047:420 | +5    | 51     |
| 7.  | FC East Fife          | 36  | 13 | 4  | 19 | 048:640 | −16   | 43     |
| 8.  | Albion Rovers         | 36  | 7  | 8  | 21 | 039:600 | −21   | 29     |
| 9.  | FC Montrose           | 36  | 6  | 10 | 20 | 031:590 | −28   | 28     |
| 10. | FC East Stirlingshire | 36  | 6  | 5  | 25 | 028:890 | −61   | 23     |

Platzierungskriterien: 1. Punkte – 2. Tordifferenz – 3. geschossene Tore – 4. Direkter Vergleich (Punkte, Tordifferenz, geschossene Tore)
| Saison 2005/06 |

| Zum Saisonende 2004/05 |                                   |
| (A)                    | Absteiger aus der Second Division |